# Gaio Servilio Strutto Ahala (console 478 a.C.)
Gaio Servilio Strutto Ahala (in latino Gaius Servilius Structus Ahala; ... – 478 a.C.) è stato un politico e militare romano del V secolo a.C.

## Biografia
Gaio Servilio apparteneva a un ramo patrizio della gens Servilia, una delle gens dell'antica Roma.
Nel 478 a.C. divenne console insieme a Lucio Emilio Mamercino, che ricopriva la carica per la seconda volta.
Poiché quell'anno i Volsci e gli Equi progettavano di invadere il territorio romano, pensando di sfruttare l'impegno richiesto a Roma per fronteggiare Veio, il Senato inviò Gaio Servilio contro i Volsci e Lucio Emilio contro i Veienti, affidando al proconsole Servio Furio il compito di contrastare gli Equi, permettendo poi a Cesone Fabio Vibulano di portare rinforzi, con la carica di proconsole, al fratello Marco Fabio Vibulano, impegnato nella contesa privata tra Fabii e Veio.
Ognuno di loro era al comando di due legioni e di truppe alleate di Latini ed Ernici; ma mentre il proconsole Servio Furio sbaragliava in breve tempo gli Equi, costringendoli a rientrare nelle loro città, Gaio Servilio subiva numerose perdite nella campagna contro i Volsci, tanto che si trovò costretto ad evitare le battaglie campali e a portare avanti una guerra di posizione.
L'altro console Lucio Emilio, che nel frattempo aveva sconfitto i Veienti, si rifiutò poi di portare aiuto a Gaio Servilio, come chiesto dal Senato, perché questo non gli aveva concesso l'onore del trionfo per la vittoria su Veio.
Gaio Servilio morì prima del termine del suo mandato e venne sostituito dal consul suffectus Opitero Verginio Tricosto Esquilino.